# يربوع هوتسن
يربوع هوتسن (الاسم العلمي: Allactaga hotsoni) نوع من القوارض من فصيلة اليربوعيات، متوطن في أفغانستان، إيران وباكستان. سمي تكريما لمكتشفه جون إرنست باتري هوتسن.